# Asesinatos de Marsella
Los Asesinatos de Marsella hacen referencia a la muerte por parte de terroristas macedonio-búlgaros y croatas del rey de Yugoslavia Alejandro I y del ministro de Exteriores francés Louis Barthou el 9 de octubre de 1934 al poco de desembarcar el monarca en la ciudad de Marsella.
El rey yugoslavo realizaba una visita oficial a Francia con el fin de estrechar relaciones con el Gobierno francés, en el marco del clima prebélico en que se encontraba Europa. En una operación conjunta de los grupos extremistas nacionalistas ustachas (croatas) y Organización Interna Revolucionaria de Macedonia (búlgaro-macedonia), Vlado Chernozemski consiguió aproximarse hasta el vehículo del monarca y disparar a bocajarro sobre Alejandro I, que murió en el acto. Barthou falleció también poco después, desangrado. El asesino, el búlgaro Chernozemski también falleció en las horas posteriores, a consecuencia de las heridas recibidas por la escolta, y los gendarmes franceses y la muchedumbre. Asimismo, once espectadores resultaron alcanzados por el tiroteo, dos de los cuales murieron, así como un policía.
Francia y Gran Bretaña, empeñadas en recabar el apoyo de Mussolini contra las ambiciones de Hitler, lograron evitar la acusación yugoslava contra Italia —protectora de los ustachas— ante la Sociedad de Naciones. El asunto se saldó con una condena genérica a Hungría, lugar de donde provenían los terroristas y la formación de una comisión sobre terrorismo. De los diversos miembros de la célula enviada a Francia para asesinar a Alejandro, tres fueron detenidos por la policía francesa y condenados a trabajos forzados de por vida. Los instigadores del atentado, sin embargo, no fueron capturados.

## Contexto

### La situación en Yugoslavia

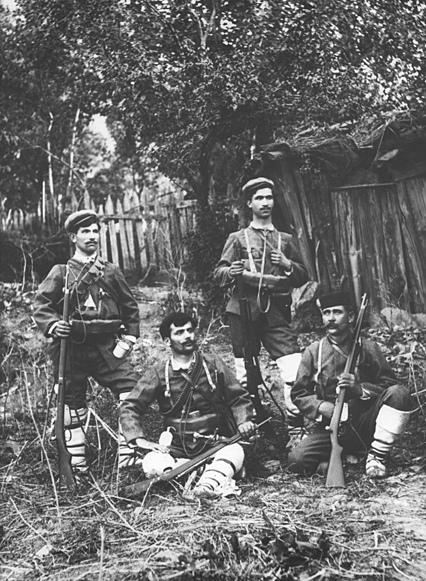
Guerrilleros búlgaro-macedonios, enfrentados a las tropas serbias y luego yugoslavas en Macedonia.

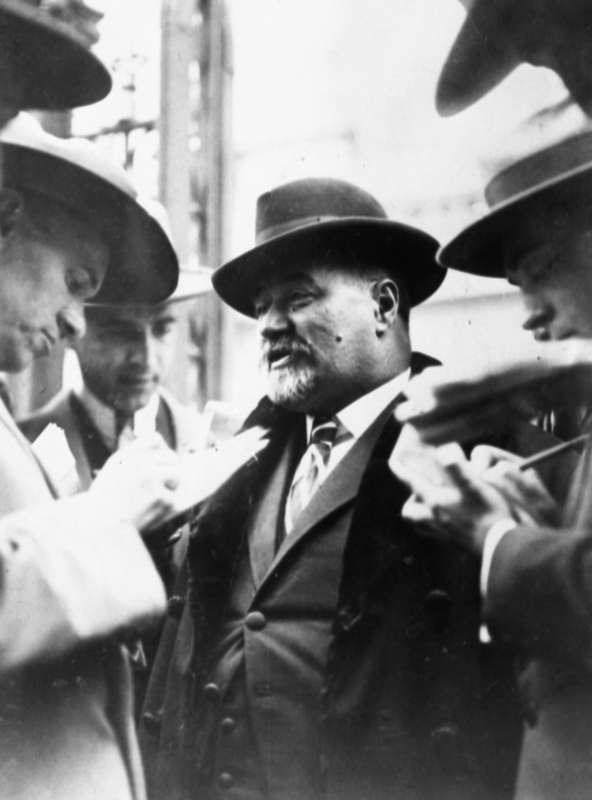
Stjepan Radić, principal dirigente croata, asesinado en el Parlamento yugoslavo en 1928. Este homicidio agudizó la crisis política y llevó al rey a proclamar la dictadura en 1929.

Tras la segunda guerra balcánica, Serbia y Grecia se repartieron la mayor parte de Macedonia; Bulgaria perdió la inmensa mayoría de los territorios que había ocupado durante la primera guerra balcánica. Serbia mantuvo desde la adquisición del territorio una dura política represiva y de asimilación de la población, muy mezclada y, a menudo, poco partidaria de la soberanía serbia. A las duras medidas opresivas del Gobierno de Belgrado se opusieron bandas armadas macedonias, autoras también de crímenes, a veces apoyadas por Bulgaria. La más importante organización antiserbia, que contaba con el apoyo intermitente del Gobierno de Sofía, era la Organización Interna Revolucionaria de Macedonia (OIRM), con gran poder en la propia Bulgaria, pero muy dividida internamente en diversas corrientes. Durante el periodo de entreguerras, la OIRM y el Gobierno yugoslavo mantuvieron un constante enfrentamiento en Macedonia que se saldó con cientos de muertos. La OIRM, con su sede en Sofía, contaba además con apoyo propagandístico y financiero italiano.
Tras el asesinato en el Parlamento del destacado político croata Stjepan Radić, dirigente del mayor partido croata, a manos del diputado serbomontenegrino Puniša Račić, se agudizó la crisis que desde la creación de Yugoslavia en 1918 enfrentaba, principalmente, a los nacionalistas croatas con el Gobierno centralista de Belgrado. Después del rechazo de la oferta de secesión del rey, que el sucesor de Radić declinó por temor a Italia, de la retirada de los diputados del partido de Radić del Parlamento y del fracaso de mediación del nuevo Gobierno del dirigente esloveno Anton Korošec, el monarca abolió la Constitución el 6 de enero de 1929, inhabilitó al Parlamento y empezó a acumular poderes dictatoriales. El 3 de octubre, convirtió al Reino de los Serbios, Croatas y Eslovenos en el Reino de Yugoslavia, y modificó la organización territorial del reino. Ya antes del asesinato, Alejandro estaba convencido de lo inadecuado del sistema democrático como método de gobierno del país, aunque sus tácticas de gobierno tampoco favoreciesen la estabilidad, con su tendencia a apoyarse en militares sin ideas políticas y políticos más fieles que capaces.
Los primeros meses del gobierno real, sin embargo, estuvieron marcados por el rigor y la aplicación de reformas muy necesarias para el país (creación del Banco Agrario, obras públicas, unificación legislativa, renovación del funcionariado y de los mandos del Ejército,etc). Pronto se extendió al resto del país, sin embargo, la represión que había sido habitual en Macedonia desde 1913. La desilusión de muchos de los partidarios iniciales del gobierno autoritario real, su incapacidad para resolver la crisis económica mundial y el fracaso cada vez más claro de los Gobiernos de la dictadura para acabar con el problema de los nacionalismos menguaron el apoyo original. El Gobierno, que se había creado con el objetivo de cohesionar al país y más tarde se había tenido que enfrentar con la necesidad de sacarlo de la crisis económica, fracasó en ambos empeños, convirtiendo el país simplemente en un Estado policial. Hacia finales de 1932, el desprestigio del régimen era palmario.
La policía del régimen llevó a cabo asesinatos de miembros de la oposición, intentó asesinar a otros y detuvo a algunos, como al sucesor de Radić al frente del prohibido Partido Campesino Croata, Vladko Maček, lo que reforzó la hostilidad croata hacia la dictadura. Mientras, se mantenía la dura represión en Macedonia.
En política exterior, sin embargo, el régimen real desarrolló una gran actividad, respaldada en el país: se fomentó un reforzamiento de la Pequeña Entente, se creó la Entente de los Balcanes, se reforzó la tradicional alianza con Francia y mejoró al mismo tiempo la relación con Alemania, aunque la actitud hacia la Unión Soviética seguía siendo hostil. Mejoró incluso la relación con Bulgaria, que Alejandro visitó a finales de septiembre de 1934. Yugoslavia sabía que solo un acuerdo con Sofía podía poner fin a la actividad de la OIRM en Macedonia. El golpe de Estado en Bulgaria de la primavera de 1934 que condujo a la toma del poder por Zveno y la Liga Militar facilitó el acercamiento de los dos países ya que los nuevos gobernantes también tenían intención de acabar con la influencia de la OIRM. El trato con la Italia fascista, por el contrario, seguía siendo malo: Yugoslavia seguía temiendo las ambiciones italianas en la costa dálmata, recelaba del apoyo de Mussolini a las organizaciones separatistas croatas, temía el apoyo que prestaba al revisionismo húngaro y condenaba la opresión de las minorías eslovena y croata en el país vecino. Los sucesivos intentos de acercamiento de Alejandro a Mussolini durante el periodo de la dictadura real hasta la muerte del monarca fracasaron en la obtención de un acuerdo que garantizase la paz en el Adriático y acabase con la tensión entre los dos países.

### Los independentistas croatas
La organización independentista ustacha, dirigida por el antiguo diputado del Partido Puro por los Derechos Ante Pavelić, mantenía campos de entrenamiento en Italia y sus dirigentes, desde su exilio de 1929, pasaron por Bulgaria, Hungría e Italia.
En 1932 introdujeron algunos comandos en Yugoslavia, que fueron detenidos y condenados a duras penas. En 1931-1932 alquilaron una granja en las cercanías de la frontera húngaro-yugoslava donde realizaron entrenamiento de tácticas terroristas. Desde 1931 llevaron a cabo varios atentados en Yugoslavia, incluyendo el intento de asesinato del rey en diciembre de 1933. La organización contaba con el respaldo de los Gobiernos italiano y húngaro. En abril de 1934, tras las repetidas protestas de las autoridades yugoslavas, las magiares clausuraron la base de los exiliados croatas. Meses más tarde, en julio se logró un acuerdo que redujo la tensión fronteriza entre los dos países.

### El «Locarno oriental» y el acercamiento italo-francés

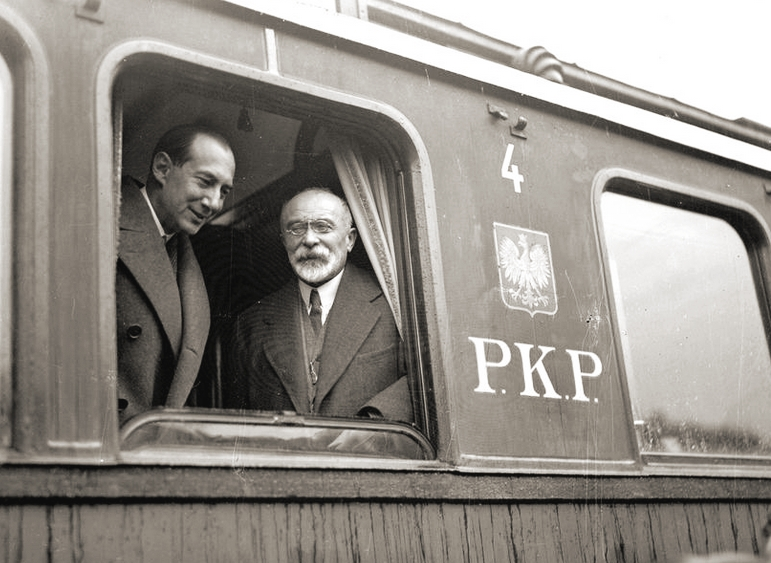
Barthou (derecha) junto a ministro de Asuntos Exteriores polaco Beck, que rechazó las propuestas francesas.

Ante la llegada al poder de Hitler a comienzos de 1933, Francia trató de reforzar su sistema de alianzas. En la primavera de 1934, el ministro de Exteriores francés, Louis Barthou, comenzó a desarrollar actividades para lograr la firma de un tratado similar al de Locarno que garantizase las fronteras en Europa oriental. El temor de Mussolini a las pretensiones alemanas en Austria ofrecían a Barthou la posibilidad de lograr el acercamiento a Italia, pero el revisionismo italiano en Dalmacia y su apoyo al húngaro hacían difícilmente compatible esta mejora de relaciones con el no perjudicar a la vez las relaciones de Francia con la Pequeña Entente. Barthou era consciente de la necesidad de un acercamiento italo-yugoslavo para lograr a su vez una alianza entre Italia y Francia contra Hitler.
El monarca yugoslavo visitó diversos países vecinos en 1933: Rumanía (30 de septiembre), Bulgaria (3 de octubre) y Turquía (4 de octubre). Durante esta gira, algunas de las naciones balcánicas, incluida Bulgaria, expresaron su intención de formalizar una alianza defensiva. Yugoslavia —directamente amenazada por los designios de Mussolini— se unió a la Entente de los Balcanes en febrero de 1934. Bulgaria, empeñada en lograr grandes revisiones territoriales a su favor, finalmente se negó a unirse al acuerdo.
En junio de 1934, Barthou logró que Rumanía y Checoslovaquia estableciesen relaciones diplomáticas con la Unión Soviética y se le recibió con entusiasmo en las capitales de los dos países mientras que, por el contrario, Polonia no se mostraba muy partidaria del proyecto francés. Tras el rechazo polaco y alemán a los planes franceses en septiembre, Barthou se concentró en lograr una mejora de relaciones en los Balcanes. El rey Alejandro se avino a aceptar un acuerdo con Italia que consistiría en concesiones económicas a los italianos a cambio de que estos garantizasen la independencia austriaca y albanesa y respetasen las fronteras yugoslavas. Se invitó al rey a firmar en Francia un acuerdo franco-yugoslavo que había de permitir al ministro de Exteriores francés tratar luego con Mussolini. Tras una nueva fructífera visita a Bulgaria que pareció augurar el fin de la rivalidad serbo-búlgara —que había llevado a los dos países a enfrentarse militarmente cuatro veces en medio siglo—, Alejandro partió para visitar Francia, el aliado más estrecho de Yugoslavia, para continuar las negociaciones con Barthou. La visita debía servir para reforzar la tradicional alianza entre los dos países, que se había debilitado en los últimos tiempos, en especial por los intentos franceses de acercamiento a Italia, que los yugoslavos veían con recelo, además de por el acercamiento francés a la Unión Soviética, que Alejandro —profundamente anticomunista— había criticado.

## Los preparativos y los intentos de desbaratar el atentado

### Conversaciones entre los ustachas y el OIRM
Cuando se anunció la próxima visita de Alejandro a Sofía y París, el comité central ustacha comenzó a preparar un nuevo atentado contra al monarca. El anterior, que había tenido lugar en Zagreb el 16 de diciembre de 1933 con motivo de la visita del rey a la ciudad para celebrar su cumpleaños, había fracasado por la indecisión de los tres ustachas enviados para asesinar a Alejandro. Vlado Chernozemski, chófer del dirigente de la OIRM Ivan Mihailov, acudió a Italia y se hizo cargo del entrenamiento en prácticas de tiro de los ustachas, que se realizaba con figuras del soberano yugoslavo a tamaño natural. Hacia finales de agosto de 1934, el propio Mihailov viajó a Italia para tratar con Pavelić los detalles del ataque al rey; la reunión tuvo lugar bajo protección italiana y el inspector general Ercoli Conti de la policía secreta italiana asistió. El conde Ciano recibió en dos ocasiones a Pavelić y Mihailov.
Durante sus conversaciones en el Hotel Continental de Roma, Mihailov se mostró contrario a realizar el atentado en Sofía tanto por la posibilidad de que el rey búlgaro Boris también resultase muerto como por el peligro de que el ataque desencadenase una guerra entre Yugoslavia y Bulgaria. Como el programa de la visita de Alejandro a Francia se conocía con detalle, se acordó que el intento de asesinato se realizase en este país, para lo que se prepararían diversos grupos para atentar contra el soberano. El primero de ellos debía intentar acabar con su vida nada más desembarcar en Marsella. Si este primer asalto fracasaba, otro grupo debía tratar de asesinarlo con una bomba; un tercer grupo esperaría en París por si los dos anteriores fallaban en su objetivo. Existía incluso un cuarto grupo dispuesto en Gran Bretaña, preparado para atentar contra el rey en su visita privada a este país, donde el príncipe heredero Pedro realizaba sus estudios. Por sugerencia de Mihailov, se decidió que fuese Chernozemski quien dirigiese el primer grupo, debido a su experiencia en atentados similares. A su regreso a Bolonia, Pavelić ordenó la inmediata preparación de los grupos que debían trasladarse a Francia para tratar de asesinar a Alejandro. El lugarteniente encargado de ejecutar la orden de Pavelić se trasladó entonces a Hungría.

### El traslado de los terroristas

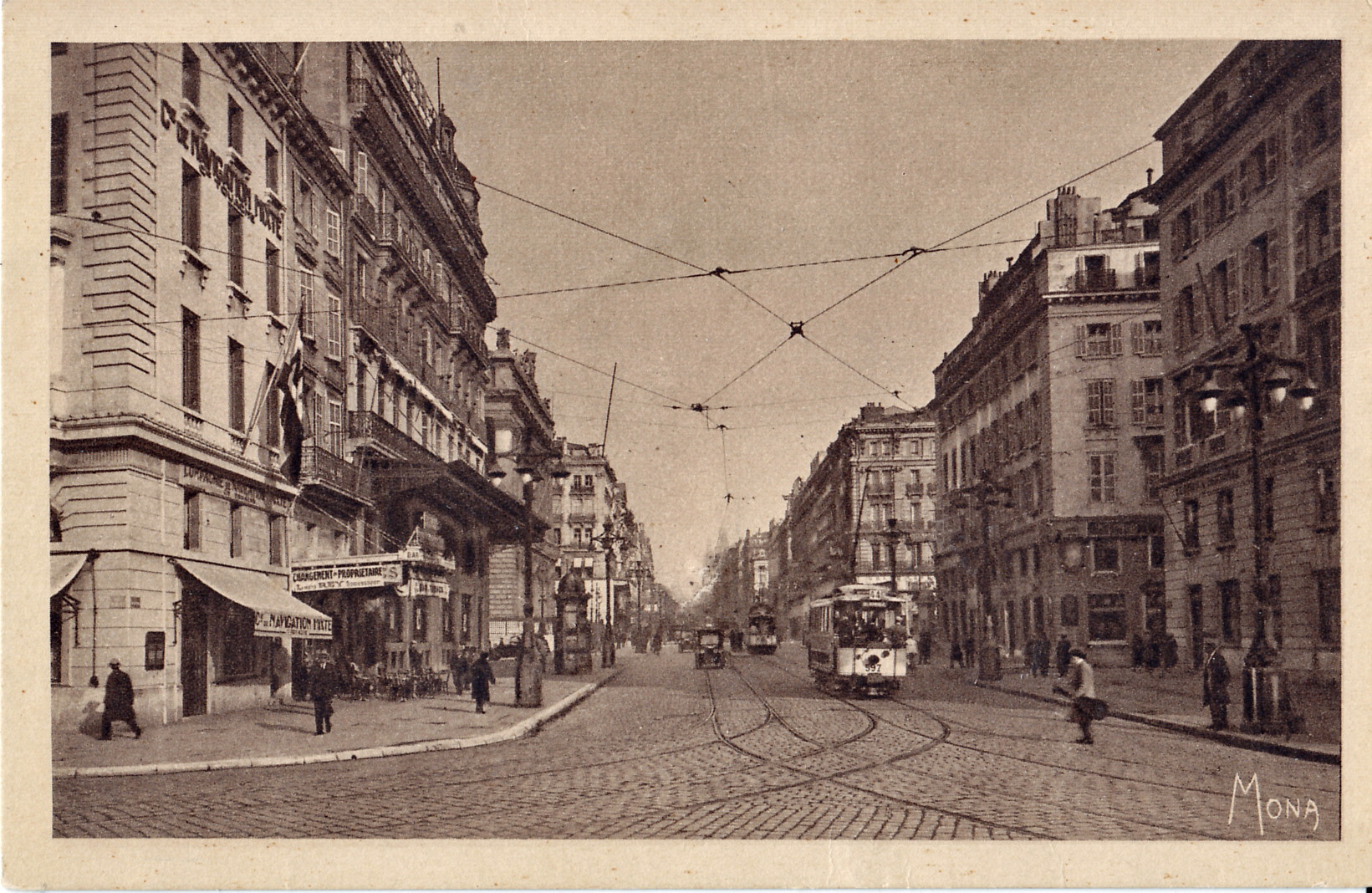
La Avenida de Canebière, donde se produjo el atentado, en una imagen contemporánea al suceso. El lento coche oficial apenas había recorrido cien metros a lo largo de la avenida cuando Chernozemski se abalanzó sobre él.

Un grupo de cinco terroristas —tres provenientes de Budapest— cruzó de Austria a Suiza y cambió de pasaportes y ropas en Lausana, donde dejaron depositada una maleta con armas por si la necesitaban posteriormente. Dirigía el grupo Eugen Dido Kvaternik. Los otros cuatro miembros del grupo habían realizado prácticas de tiro durante varias semanas en Hungría antes de iniciar su viaje a Francia. Kvaternik, Pospišil y Rajić visitaron París y Versalles, posible lugar de atentado si fallaba el ataque previsto en Marsella. El grupo al completo se dirigió luego a Fontainebleau desde donde el 6 de octubre Kralj y Chernozemski partieron para Aviñón y Aix-en-Provence, a donde llegaron junto con Kvaternik la tarde del domingo 7.
Una mujer —amante de Pavelić— que fingía estar embarazada trasladó armas y explosivos a París en su coche-cama el 28 de septiembre. Viajó con pasaporte yugoslavo, probablemente falso. El arma que acabó con la vida del rey Alejandro se adquirió en una armería veneciana. La mujer se trasladó de Aviñón a Aix el 7 de octubre junto con su esposo en autobús, donde tomaron habitaciones para ellos y otras tres personas.
El 8 de octubre, el grupo de los cinco terroristas llegó a Aix-en-Provence desde Suiza. Dos de ellos —hombre y mujer de identidad desconocida para los otros tres miembros de grupo, más tarde identificados como el matrimonio Antun y Stana Godina— se encargaron de conseguir las armas para el atentado, que entregaron a los demás al día siguientes, antes de abandonar la localidad. Cada uno de los otros tres recibió dos bombas y una pistola automática, que la mujer había introducido en Francia en su equipaje. Tras entregar las armas y ordenar el asesinato del rey para esa tarde, el hombre y la mujer tomaron el tren para Turín, donde les esperaba Pavelić y algunos funcionarios italianos. Kvaternik también abandonó el país antes de que se consumase el atentado, la noche del 8 de octubre. Los cinco —Kvaternik, los Godina, Kralj y Chernozemski— habían pasado la mañana en Marsella, para familiarizarse con el lugar en el que tendría lugar el atentado.
La mañana del mismo día de la llegada del rey a Marsella, 9 de octubre, los servicios secretos yugoslavos se enteraron por fin de los detalles del plan de atentado contra el soberano, de la llegada de dos grupos de terroristas, uno a París y otro a Marsella y de que estos viajaban con pasaportes checoslovacos. La información se comunicó inmediatamente a las autoridades francesas y al propio monarca, que se dirigía en aquellos momentos en destructor hacia el puerto francés. Los responsables policiales yugoslavos sugirieron que el rey alegase hallarse enfermo para no desembarcar de inmediato, poder hacerlo así por la noche, que tomase de inmediato el tren a París —donde se habían reforzado las medidas de seguridad— y evitase de esta manera la recepción pública ante la imposibilidad de mejorar la seguridad en Marsella en tan poco tiempo. El rey rechazó modificar sus planes. Aunque la policía francesa registró todos los hoteles de la ciudad en busca de personas de origen yugoslavo —especialmente croata—, los terroristas evitaron estas medidas alojándose en Aix-en-Provence y trasladándose a Marsella solo dos horas antes del atentado.

## Los asesinatos
Alejandro desembarcó en Marsella la tarde del 9 de octubre a las 16:05; se trasladó en lancha motora al Quai de Belges desde el crucero Dubrovnik y fue recibido por Barthou, el alcalde de la ciudad, y el general Georges, jefe del Estado Mayor francés. La multitud abarrotaba la zona y vitoreó al soberano, que vestía de almirante y lucía el gran cordón de la Legión de Honor. Minutos más tarde, cuando se encontraban en un coche descapotable en medio de la multitud en la avenida Canebière, casi a la altura de la Plaza de la Bourse, un hombre se arrojó sobre el mismo gritando «¡Viva el rey!» y descargó su pistola sobre ambos y sobre el general Georges, que les acompañaba. La policía montada y los dos vehículos policiales que precedían al que transportaba al monarca no pudieron evitar los disparos. El cordón policial a lo largo del trayecto que iba a recorrer el coche oficial era tan reducido que Chernozemski no había tenido problema en saltar sobre el estribo y disparar contra los ocupantes. El ministro trató en vano de cubrir con su propio cuerpo al rey cuando percibió al atacante. El rey fue herido de muerte, el ministro de Exteriores se desangró y el asaltante fue derribado por el chófer y cayó herido de muerte por el sablazo de un escolta —el teniente coronel Jules Piollet— y el ataque de la muchedumbre. Además, en el atentado murieron dos mujeres y un policía —un gendarme que trató de reducir al asaltante y fue herido en el estómago—, mientras que otras diez personas resultaron heridas. Barthou falleció desangrado en el hospital a las 17:00, el general Georges logró recuperarse de las serias heridas pero el rey falleció inconsciente en la prefectura adonde el coche que los trasladaba se había dirigido velozmente tras el atentado. La autopsia determinó que había recibido dos heridas de bala, una de ellas en el corazón y otra en el abdomen, y que la muerte había sido rápida. El asesino falleció en la comisaría de Marsella a las 22:00 sin haber recobrado la consciencia desde la tarde.
El asesino, Vlado Chernozemski, miembro de la OIRM, había realizado varios asesinatos anteriormente y había pasado tiempo en prisión. En Bulgaria se le había condenado a muerte en dos ocasiones por asesinato. Amnistiado, había pasado a Hungría en 1932, donde se convirtió en enlace entre la OIRM y los secesionistas croatas Ustaše, y en instructor en Janka Puszta, donde los ustachas tenían un centro de entrenamiento. La policía francesa le encontró un pasaporte checoslovaco falso, una segunda pistola, una bomba y una granada de mano.
Los croatas pretendían, tras el asesinato del monarca, infiltrarse en Yugoslavia y desencadenar una guerra civil. La reacción en Yugoslavia, sin embargo, fue de repulsa por el asesinato. No hubo desórdenes que pudiesen ser utilizados por el dictador italiano y sus protegidos, que aguardaban en la frontera para poder cruzar a Yugoslavia en caso de disturbios. La llegada del cadáver del monarca, escoltado por la flota británica hasta Split, produjo una ola de simpatía hacia su figura entre la población e incluso en Zagreb hubo de detenerse la comitiva más de lo previsto para permitir a la población acudir a mostrar sus respetos al soberano. Al funeral oficial en Belgrado, acudieron diversas figuras europeas como el mariscal francés Philippe Pétain o el general Hermann Göring. La dictadura, sin embargo, no aprovechó el momento de popularidad para acabar con las medidas opresivas o aplicar reformas; el sentimiento de unidad producido por el regicidio resultó, en consecuencia, pasajero.

## Investigación y consecuencias

### Negociaciones, presiones y la Sociedad de Naciones
La investigación reveló que el asesino era un búlgaro-macedonio y sus tres cómplices directos, ustachas. Dos de ellos provenían de Hungría y habían entrado en Francia tras cambiar sus pasaportes húngaros por otros checoslovacos en Lausana. El atentado lo había planeado la organización croata, cuyo dirigente residía entonces en Italia y contaba con la protección italiana.
La acusación contra el Gobierno italiano no convenía, sin embargo, a algunos países. Gran Bretaña prefería que, si las pesquisas debían declarar algún país cómplice, este fuese Hungría. Checoslovaquia también comenzó una campaña de prensa acusando a los magiares de colusión con terroristas. En Francia, Pierre Laval, sucesor de Barthou, declaró su propósito de seguir la línea de su predecesor aunque, en realidad, su prioridad era mejorar la relación con Italia, incluso a costa de acusar a Hungría de los magnicidios en vez de a Italia. Por ello Laval trató por todos los medios de apaciguar las tensiones entre Roma y Belgrado. Los responsables políticos franceses temían que una acusación contra Mussolini llevase a este a acercarse a Hitler. Tanto Gran Bretaña como Francia indicaron claramente a los representantes yugoslavos que no podían contar con su apoyo en una acusación contra Italia.
Presionado por sus aliados occidentales y de la Pequeña Entente para evitar un enfrentamiento con el Gobierno de Roma y reacio a relacionar la muerte del rey con el problema nacionalista, el Gobierno de Belgrado necesitaba a la vez mostrar firmeza ante la opinión pública.
Italia, mientras, desmentía su implicación en los asesinatos y arrestaba a Pavelić y a su lugarteniente el 18 de octubre. Francia solicitó su extradición sabiendo que sería rechazada. Pavelić contaba con las garantías de Mussolini que, sin embargo, encerró supuestamente a Pavelić en la cárcel de Turín para calmar a la opinión pública internacional —según un ustacha que pasó a colaborar con la policía yugoslava, en realidad se alojó en un hotel cercano a la prisión y la información difundida no era más que una farsa—. Las autoridades italianas no solo denegaron la extradición, sino que tampoco concedieron permiso a la policía francesa para interrogar a los sospechosos que se encontraban en territorio italiano. Los dirigentes ustachas permanecieron encarcelados alrededor de año y medio para calmar las sospechas sobre la complicidad italiana en el atentado. Los 500-600 ustachas que residían en Italia fueron desarmados e internados, la mayoría en las islas Lipari en duras condiciones, mientras que los principales miembros de la organización permanecían detenidos en diversas ciudades del centro y sur del país.
Ante la renuencia de Hungría de ser el chivo expiatorio del caso y su amenaza velada de solicitar una investigación internacional que hubiese descubierto la complicidad italiana, Mussolini se avino a respaldar a Hungría. El Gobierno yugoslavo, insatisfecho, amenazó con acusar a Italia y Hungría ante la Sociedad de Naciones, paso que no podía contar con el apoyo francés si se incluía a Italia en la denuncia. En noviembre comenzó a expulsar a los ciudadanos magiares de la región yugoslava fronteriza con Hungría.
A finales de noviembre, en una visita a Gran Bretaña, el regente Pablo Karađorđević, primo del rey asesinado, entregó el resultado de las investigaciones yugoslavas sobre el asesinato, que confirmaban que la pistola del asesino se había comprado en Trieste a un vendedor muy relacionado con el régimen italiano.
El 22 de noviembre, Yugoslavia presentó una nota ante la Sociedad de Naciones en la que acusaba a Hungría de complicidad en los asesinatos. Dos días después, Hungría respondió solicitando una investigación inmediata de la Sociedad y proclamando su inocencia. Declaraba que únicamente había acogido a los asesinos como refugiados, sin haberles proporcionado ayuda para sus actividades terroristas.
En Ginebra, el día 4 de diciembre se alcanzó un principio de acuerdo secreto: se trataría de aprobar un acuerdo internacional contra el terrorismo y el representante yugoslavo no exigiría medidas contra Hungría ni una mayor investigación del caso, contentándose con una declaración formal de condena, a pesar de que el ministro yugoslavo, Bogoljub Jevtić, estaba convencido de que esto no bastaría para calmar los ánimos en Belgrado. Se formó un comité de expertos para formular propuestas para combatir el terrorismo internacional. Mientras, las expulsiones de magiares se habían incrementado en Yugoslavia y crecía la tensión en la frontera húngaro-yugoslava, que sólo se alivió el 8 de diciembre cuando, al regreso del príncipe Pablo a Belgrado, este ordenó el fin de las deportaciones.
El 10 de diciembre, el consejo de la Sociedad adoptaba la propuesta acordada en secreto con importante intervención británica. Solventada la crisis, Laval pudo realizar su visita a Mussolini, pospuesta por los asesinatos, el 7 de enero de 1935. Las relaciones franco-italianas no solo no empeoraron tras los asesinatos, sino que mejoraron gracias a la determinación de Laval de impedir la incriminación de Mussolini. Por el contrario, las relaciones entre Yugoslavia e Italia quedaron rotas hasta 1937, cuando se reanudaron por iniciativa italiana.
El 18 de enero de 1935, se presentaba en Ginebra el resultado de la investigación húngara sobre el caso, que la exculpaba, y Yugoslavia expresó su insatisfacción, con apoyo de sus aliados de la Pequeña Entente; la sesión concluyó sin más debate sobre la cuestión. El 25 de marzo, Yugoslavia presentó nuevas puntualizaciones al informe húngaro, pero el 25 de mayo, con la aquiescencia yugoslava, el asunto se retiró finalmente del orden del día de la Sociedad. En noviembre de 1937, se adoptaron dos convenciones sobre terrorismo, resultado de la comisión establecida por el acuerdo sobre los asesinatos.
La falta de castigo a Italia y Hungría por parte de la Sociedad, en la que los yugoslavos habían puesto sus esperanzas, la impunidad de los instigadores del asesinato, que no fueron perseguidos, y la falta de apoyo de Francia y Gran Bretaña produjeron un sentimiento de abandono y aislamiento en el Gobierno yugoslavo que condujo en la segunda mitad de la década a un acercamiento a Alemania.

### Juicio e investigaciones
Dos de los terroristas del grupo que aguardaba al monarca yugoslavo en París fueron arrestados en Thonon cuando, tras abandonar la capital francesa, se dirigían de nuevo a Suiza el 10 de octubre. La policía francesa había comenzado la búsqueda de los terroristas inmediatamente después del atentado y los puestos fronterizos estaban alertados para evitar su fuga. Los detenidos se dirigían a Lausana, siguiente etapa tras París del rey Alejandro, para reunirse con Eugen Kvaternik y asesinar al rey en caso de que el atentado de Marsella no hubiese acabado con su vida.
Por otra parte, las ropas del asesino llevaron a la tienda donde se habían comprado, en París, donde la policía obtuvo la descripción de las seis personas que la habían adquirido. Por otro lado, la dueña del hotel de Aix donde se había alojado reconoció su fotografía en los periódicos y pudo aportar diversos detalles sobre la llegada de la célula terrorista.
El compañero de habitación del asesino en Aix, Mijo Kralj, huyó hacia Aviñón y París, pero no logró encontrarse en Fontainebleau con Zvonimir Pospišil y Milan Rajić como esperaba y tuvo que huir a los bosques cercanos tras un control policial. Se le detuvo tras tres días de búsqueda (12 de octubre).
El juicio de los tres terroristas arrestados por la policía —Zvonimir Pospišil, Mijo Kralj y Milan Rajić— se celebró en Aix y terminó el 12 de febrero de 1936 con la condena a cadena perpetua a trabajos forzados; Pavelić, su lugarteniente Perčević y Kvaternik, cuya extradición no había logrado el Gobierno francés, fueron condenados a muerte in absentia. Las autoridades francesas presionaron a la reina viuda para que no testificase en el juicio y el fiscal francés se limitó a presentar pruebas contra Hungría, sin mencionar el papel de Italia en el atentado. Los abogados defensores aprovecharon el juicio para criticar con dureza tanto a Yugoslavia como al difunto rey.
Gracias a un infiltrado en la organización ustacha, la policía yugoslava descubrió la identidad de los dos terroristas que habían acompañado al grupo que había asesinado al rey y les había entregado las armas el día del atentado antes de unirse a Pavelić en Italia. Se trataba de Antun Godina, croata emigrado a Chicago tras un asesinato, antiguo miembro de la banda de Al Capone y experto falsificador de documentos y de su esposa, Stana Godina, nacida en la misma ciudad y de origen croata. Antun había dirigido las células ustachas en Trieste y Fiume, organizado diversos atentados en trenes yugoslavos y falsificado billetes de este país. Por su parte, Stana había servido de correo entre Italia y Croacia y había trasportado detonadores de contrabando.
Los tres condenados en Francia fueron liberados tras la derrota francesa y regresarían al recién creado Estado Independiente de Croacia, donde acabaron desapareciendo en las cárceles de la policía secreta de Pavelić, dirigida por el propio Antun Godina. Sus críticas al nuevo régimen en el que no habían logrado las posiciones que ansiaban había conducido a su arresto. Antun, Stana y el propio Pavelić huyeron a Sudamérica tras la Segunda Guerra Mundial.